# Guldbagge 1977
La 13ª edizione del Premio Guldbagge, che ha premiato i film svedesi del 1976 e del 1977, si è svolta a Stoccolma il 5 settembre 1977.

## Vincitori
Miglior film
- L'uomo sul tetto (Mannen på taket), regia di Bo Widerberg

Miglior regista
- Marianne Ahrne - Långt borta och nära

Miglior attrice
- Birgitta Valberg - Paradistorg

Miglior attore
- Håkan Serner - L'uomo sul tetto (Mannen på taket) e Bang!